# Jack Hill (regista)
Jack Hill (Los Angeles, 28 gennaio 1933) è un regista, sceneggiatore, montatore, direttore della fotografia e produttore cinematografico statunitense.
Ha diretto vari film appartenenti al genere blaxploitation, tra cui Coffy (1973) e Foxy Brown (1974), entrambi aventi protagonista Pam Grier.

## Biografia

### Gli inizi
Jack Hill è un figlio d'arte: suo padre, Ronald, infatti è stato art director per la Disney. Hill comincia la sua carriera come musicista e arrangiatore. Suona anche in un gruppo rock, prima di iscriversi all'UCLA per imparare a scrivere colonne sonore. Lì prende contatto con il settore cinematografico e gira nel 1960 un cortometraggio intitolato The Host.
Hill lascia l'UCLA poco prima di laurearsi e partecipa con l'amico Francis Ford Coppola a una serie di rimontaggi di pellicole europee, quindi entra a far parte della factory di Roger Corman, lavorando come assistente di produzione. Tra le altre cose supervisiona il montaggio finale di Terrore alla tredicesima ora, diretto da Coppola.

### Le prime regie
Hill esordisce nella regia nel 1964, dirigendo Spider Baby, un horror girato in 12 giorni con un budget di 65.000 dollari. Il film però viene distribuito nelle sale americane solo quattro anni dopo, per problemi con la produzione.
Il secondo film di Hill è Pit Stop, un film sulle corse automobilistiche. In seguito il regista dirige insieme a Juan Ibanez quattro horror a basso costo interpretati da Boris Karloff.
Nel 1970 dirige Sesso a domicilio, che però abbandona perché secondo lui stava diventando un porno.

### I grandi successi
L'anno dopo dirige Sesso in gabbia, un women in prison interpretato da Pam Grier, che inizia una lunga collaborazione con il regista. Il film codifica le regole del genere ed è un gran successo di pubblico. Hill decide così di girare un seguito, The Big Bird Cage, con più libertà. Il film vira verso la commedia ma ha meno successo del precedente, così Hill cambia genere e approda alla blaxploitation, diventando uno dei migliori registi del genere. Coffy esce nel 1973 e lancia definitivamente Pam Grier come diva. L'anno seguente Hill la dirige nuovamente in Foxy Brown. L'anno dopo Hill dirige un piccolo film, Le ragazze pon pon, girato in 12 giorni con un budget di 120.000 dollari, ambientato nei college statunitensi.
Nel 1975 gira quello che è forse il suo miglior film, Switchblade Sisters, un misto di generi: women in prison, sexploitation, blaxploitation e commedia, che alla sua uscita è stato stranamente un flop, ma col tempo è diventato un cult movie adorato da registi come Quentin Tarantino, che ha riedito il film in DVD e lo ha messo nella lista dei suoi dieci film preferiti, come ha dichiarato nel decennale referendum della rivista Sight and Sound.

### L'ultimo film e il ritiro
Dato l'insuccesso di Switchblade Sisters, Hill si prende una pausa: collabora a diverse sceneggiature e torna alla regia solo nel 1982, con il film La spada e la magia, che però viene stravolto dai produttori, e Hill è costretto a togliere la sua firma. Hill quindi lascia il cinema, dedicandosi alla meditazione e scrivendo romanzi.

## Filmografia
- The Host - cortometraggio (1960)
- Blood Bath - co-regia con Stephanie Rothman (1966)
- La ballata della morte (House of Evil) - co-regia con Juan Ibáñez (1968)
- Settore tortura (Fear Chamber) - co-regia con Juan Ibáñez (1968)
- Spider Baby (1968)
- Pit Stop (1969)
- Sesso a domicilio (Ich, ein Groupie) - non accreditato, co-regia con Erwin C. Dietrich (1970)
- Gli adoratori della morte (La muerte viviente) - co-regia con Juan Ibáñez (1971)
- Alien Terror - co-regia con Juan Ibáñez (1971)
- Sesso in gabbia (The Big Doll House) (1971)
- The Big Bird Cage (1972)
- Coffy (1973)
- Foxy Brown (1974)
- Le ragazze pon pon (The Swinging Cheerleaders) (1974)
- Rabbiosamente femmine (The Jezebels) - titolo della riedizione USA: Switchblade Sisters[1] (1975)
- La spada e la magia (Sorceress) (1982)